# Brzeźno (gromada w powiecie lipnowskim)
Brzeźno – dawna gromada, czyli najmniejsza jednostka podziału terytorialnego Polskiej Rzeczypospolitej Ludowej w latach 1954–1972.
Gromady, z gromadzkimi radami narodowymi (GRN) jako organami władzy najniższego stopnia na wsi, funkcjonowały od reformy reorganizującej administrację wiejską przeprowadzonej jesienią 1954 do momentu ich zniesienia z dniem 1 stycznia 1973, tym samym wypierając organizację gminną w latach 1954–1972.
Gromadę Brzeźno z siedzibą GRN w Brzeźnie utworzono – jako jedną z 8759 gromad na obszarze Polski – w powiecie lipnowskim w woj. bydgoskim, na mocy uchwały nr 24/8 WRN w Bydgoszczy z dnia 5 października 1954. W skład jednostki weszły obszary dotychczasowych gromad Brzeźno, Dębówiec, Drozdowiec, Komorowo, Oparczyska i Żabieniec ze zniesionej gminy Bobrowniki, obszar dotychczasowej gromady Maliszewo ze zniesionej gminy Jastrzębie oraz obszary wsi Wąkole, Zieleniewszczyzna-Młyn i Kolonia Zielona Góra z dotychczasowej gromady Wąkole ze zniesionej gminy Osówka w tymże powiecie. Dla gromady ustalono 20 członków gromadzkiej rady narodowej.
Gromadę zniesiono 31 grudnia 1959, a jej obszar włączono do gromad Bobrowniki (wsie Brzeźno, Wąkole, Kolonia-Brzeźno, Żabieniec, Dębówiec, Oparczyska, Komorowo i Rumunki Komorowo oraz miejscowości Truminy, Trzciniak, Olszowe Błota, Jeziorne Łąki, Czarna Rola, Stawiska, Krawcowe Polka, Korytkowo, Wierzbinki, Dębiny, Jaźwiny, Zdrojki, Papiernia, Zieloniewszczyzna i Zielona Góra) i Jankowo (wsie Maliszewo, Drozdowiec i Rumunki Maliszewo) w tymże powiecie.